# Яр (ресторан)
«Яр» — название нескольких знаменитых ресторанов в Москве XIX — начала XX века. «Яр» пользовался популярностью у представителей богемы и был одним из центров цыганской музыки. В настоящее время одноимённый ресторан работает в здании отеля «Советский».

## История

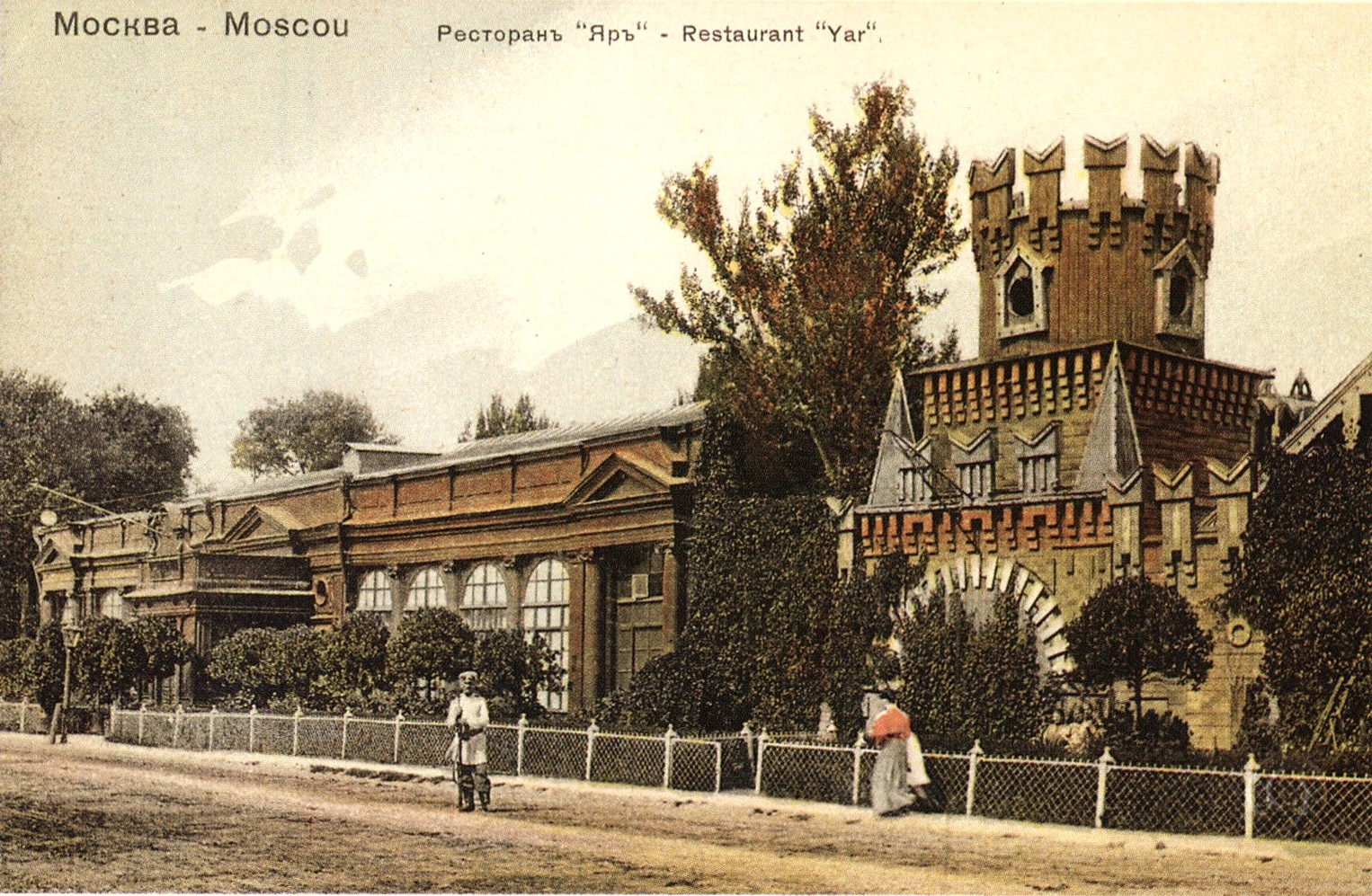
Ресторан «Яр» на Петербургском шоссе до перестройки. 1898~1900 гг.

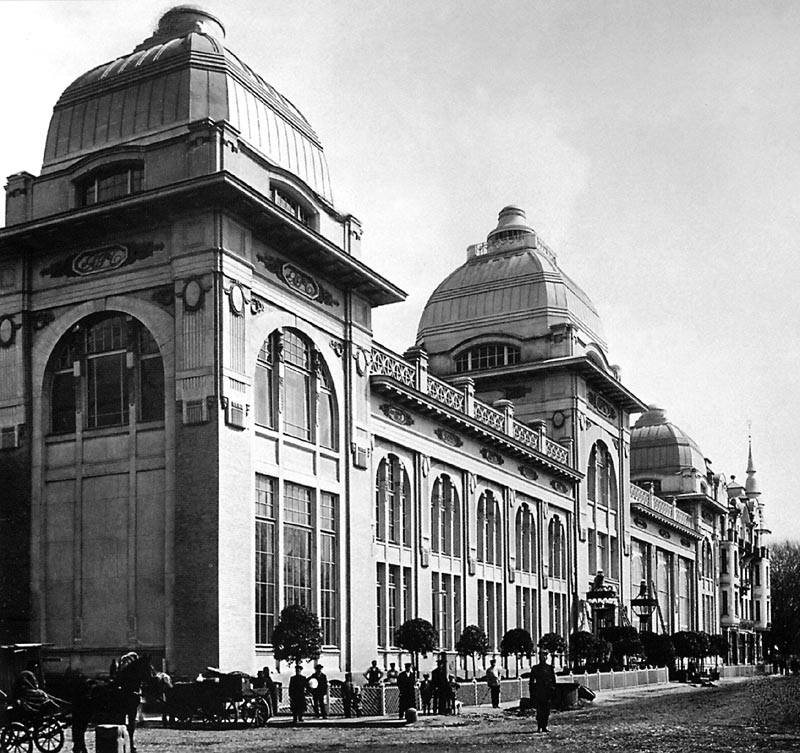
Здание «Яра» на Петербургском шоссе, построенное Адольфом Эрихсоном. 1910—1913 гг.

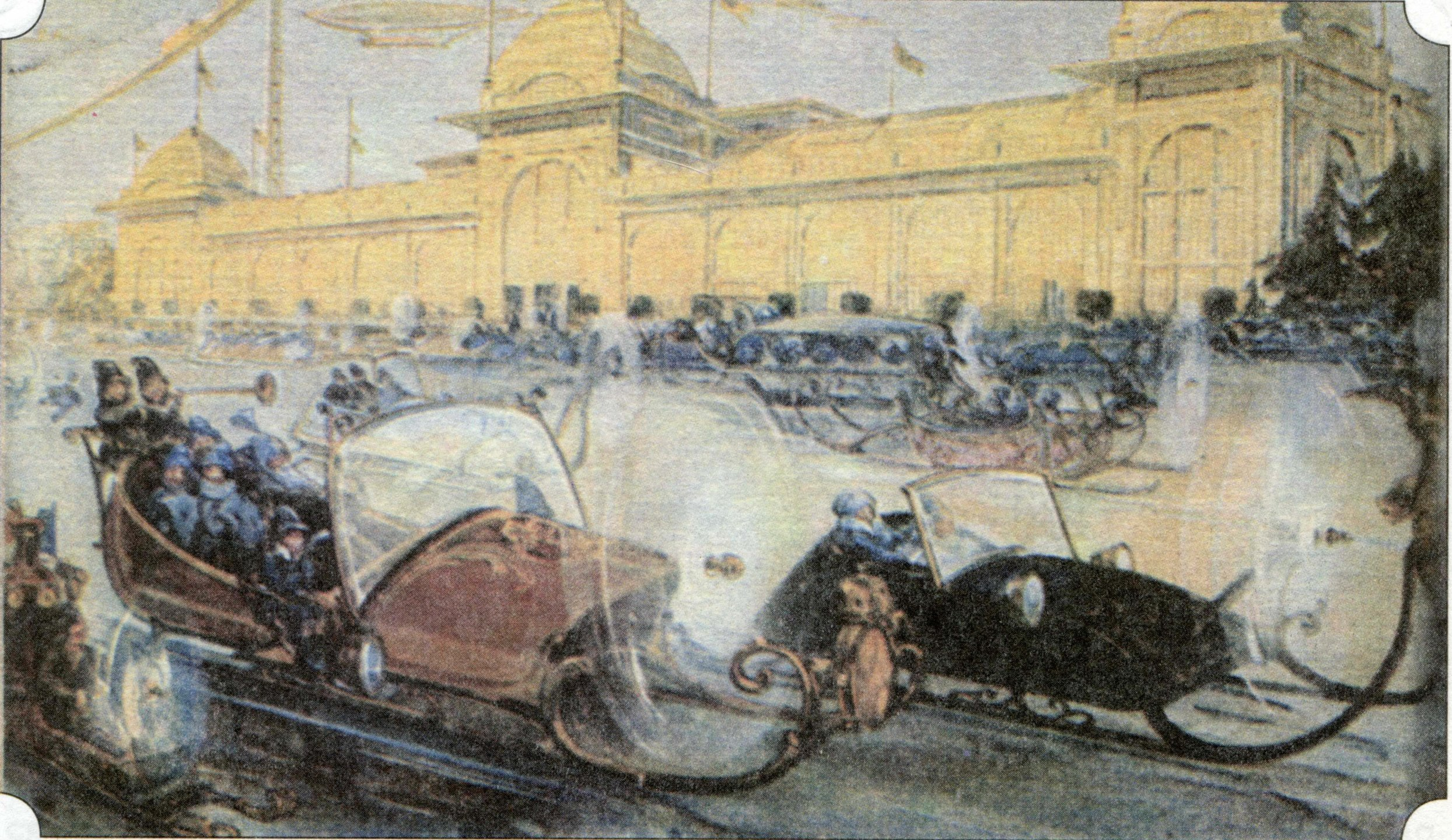
Санкт-Петербургское шоссе с аэросанями в XXIII веке на открытке 1914 года из цикла «Москва в XXIII веке». Вид ресторана «Яр»

В канун 1826 года француз Транкиль Яр (фр. Tranquille Yard), по имени которого и названо заведение, открыл ресторан в доме Шавана на Кузнецком мосту. Газета «Московские ведомости» сообщала, что открылась «ресторация с обеденным и ужинным столом, всякими виноградными винами и ликёрами, десертами, кофием и чаем, при весьма умеренных ценах».
В 1836 году «Яр» открылся в Петровском парке — в деревянном одноэтажном здании возле Петербургского шоссе (ныне Ленинградский проспект).
Несколько лет — с 1848 по 1851 годы — «Яр» работал в саду «Эрмитаж», но не в «современном» на Петровке, а в старом, находившемся на Божедомке.
В 1871 году хозяином ресторана стал московский купец Фёдор Аксёнов. Владимир Гиляровский писал: «Яр содержал Аксёнов, толстый бритый человек, весьма удачно прозванный „Апельсином“», «… рестораны загородные, из них лучшие — „Яр“ и „Стрельна“».
Эти же рестораны «Яр» и «Стрельна» становятся центрами цыганского пения. В конце XIX — начале XX века в «Яре» работал цыганский хор Ильи Соколова, здесь пели знаменитые цыганские певицы — Олимпиада Николаевна Фёдорова (Пиша), а позднее — Варвара Васильевна Панина (Васильева).
Здание ресторана неоднократно перестраивалось. В июле 1896 года «Яр» приобрёл бывший официант, выходец из крестьян Ярославской губернии Алексей Судаков. В 1910 году по его поручению архитектором Адольфом Эрихсоном было выстроено новое здание в стиле модерн, с большими гранёными куполами, арочными окнами и монументальными металлическими светильниками по фасаду. Внутри были устроены Большой и Малый залы, императорская ложа и кабинеты, один из которых получил название «Пушкинский» в память поэта, написавшего о «Яре» на Кузнецком:
Долго ль мне в тоске голодной

Пост невольный соблюдать

И телятиной холодной

Трюфли Яра поминать?
Вблизи ресторана был построен особняк владельца, до наших дней не дошедший. На торжественном открытии нового здания «Яра» в 1910 году была впервые исполнена песня, сведения об авторе которой противоречивы:
Что так грустно… Взять гитару

Запеть песню про любовь

Иль поехать лучше к «Яру»

Разогреть шампанским кровь?

Эй, ямщик, гони-ка к «Яру»!

Эх, лошадей, брат, не жалей!

Тройку ты запряг — не пару,

Так вези, брат, поскорей!
Владение Судакова включало целый квартал, помимо главного корпуса там находились кухонные флигели, склады, летние беседки и даже две электростанции. В начале XX века имущество Судакова оценивалось почти в 300 тысяч рублей.
Ресторан стал очень популярным среди российской элиты. В числе посетителей «Яра» были Савва Морозов, Фёдор Плевако, Антон Чехов, Александр Куприн, Максим Горький, Фёдор Шаляпин, Леонид Андреев, Константин Бальмонт, а также Григорий Распутин.

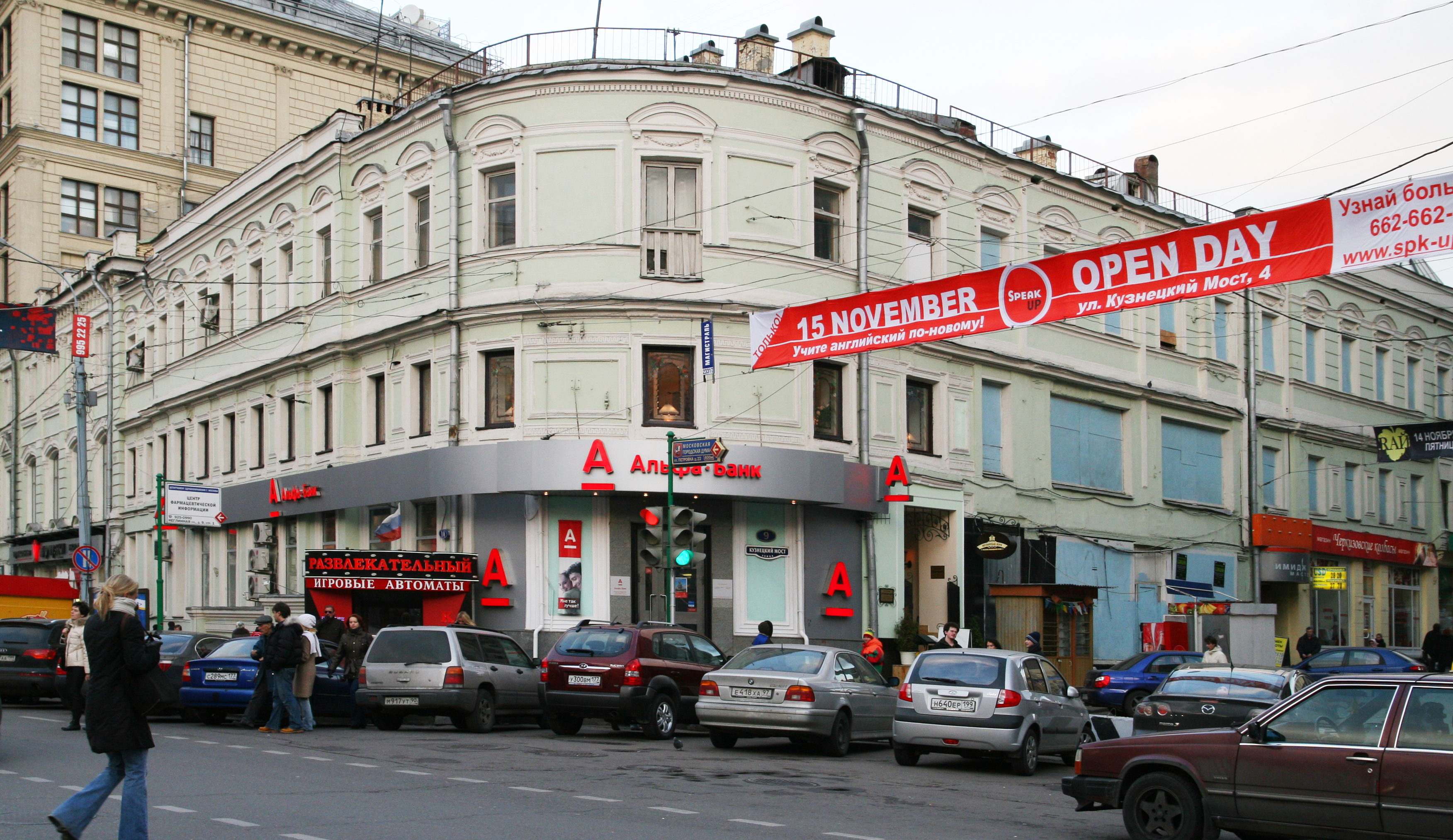
Старое здание гостиницы и ресторана «Яр» на углу улиц Кузнецкий мост и Неглинная в Москве, 2008 год.

После Октябрьской революции ресторан закрыли. Алексей Судаков был арестован, впоследствии вернулся в родную деревню под Ярославлем. Некоторое время в период НЭПа в здании «Яра» ещё работал ресторан. Позднее здесь размещались кинотеатр, спортзал для бойцов Красной Армии, госпиталь, с 1925 года — кинотехникум, с 1930 года — ВГИК. В 1939 году здание было перестроено под клуб архитектором Павлом Рагулиным, роспись потолка осуществлял художник Павел Корин. С конца 1930-х годов здесь размещался Центральный дом ГВФ (Клуб лётчиков), в годы Великой Отечественной войны — клуб ВВС.
В 1952 году здание было ещё раз перестроено архитекторами Павлом Штеллером, Иосифом Ловейко и Виктором Лебедевым в стиле сталинского ампира, и в нём открылась гостиница «Советская» с одноимённым рестораном. В этой гостинице проживал Василий Сталин. Сейчас в его честь названы апартаменты № 301 гостиницы. В одном из залов ресторана теперь находится цыганский театр «Ромэн». С 1998 года ресторан при гостинице вновь называется «Яром»; в здании восстановлены фрагменты интерьера ресторана 1910 года.